# Lípy v Míšově
Lípy v Míšově je skupina památných stromů v Míšově. Skupinu tvoří dvě lípy - lípa velkolistá (Tilia platyphyllos Scop.) a lípa malolistá (Tilia cordata Mill.), které rostou přímo v obci,  v části obce Bělehrad, naproti bývalému hostinci v čp. 22. Lípa velkolistá je vysoká 21 m, výška koruny 19 m, šířka koruny 16 m a obvod kmene 383 cm, lípa malolistá měří  21 m, výška koruny je 20 m, šířka koruny 14 m a obvod kmene 275 cm (měřeno 2019). Větvemi do sebe vrůstajícími budí dojem kompaktního celku. Skupina lip je chráněna od 12. září 2019 jako krajinná dominanta, významná svým stářím i vzrůstem.